# 国鉄タキ1250形貨車
国鉄タキ1250形貨車（こくてつタキ1250がたかしゃ）は、かつて日本国有鉄道（国鉄）及び1987年（昭和62年）4月の国鉄分割民営化後は日本貨物鉄道（JR貨物）に在籍したタンク車である。
本形式の元になったタキ1200形（初代）についてもここで解説する。

## タキ1250形
タキ1250形はリン酸専用の30t 積私有貨車である。本形式の他にリン酸を専用種別とする形式は、タ4200形（1両）、タム8200形（3両）、タキ1200形（初代）（1両）、タキ3650形（1両）、タキ11200形（14両）、タキ11300形（2両）、タキ17400形（2両）の7形式がある。
1960年（昭和35年）9月14日から1968年（昭和43年）7月9日にかけて8両（コタキ1250 - コタキ1257）が造機車輌及び日立製作所にて製作（改造による編入車を含む）された。
記号番号表記は特殊標記符号「コ」（全長 12 m 以下）を前置し「コタキ」と標記する。
1979年（昭和54年）10月より化成品分類番号「侵80」（侵食性の物質、腐食性物質、危険性度合3（小））が標記された。
積荷であるリン酸は、肥料・洗剤の製造、エチレン製造の触媒、清涼剤（コーラの酸味料など）等に使用されている。荷役方式は上入れ、上出し式であるがS字管は装備されていない。
1966年（昭和41年）9月24日に富士重工業にて1両（コタキ1256）がコタキ6105（タキ6100形）より改造され本形式に編入された。
所有者は日本化学工業（コタキ1250 - コタキ1255）、伊藤忠商事（コタキ1256）、東洋曹達工業（コタキ1257）の3社であり生涯名義変更されることはありませんでした。それぞれの常備駅は郡山駅、勿来駅、周防富田駅（その後1980年（昭和55年）10月1日新南陽駅に改名）であった。
塗色は銀又は黒であり、全長は9,200mm、全幅は2,250mm、全高は3,514mm、軸距は5,100mm、自重は13.5t、換算両数は積車4.5、空車1.6、最高運転速度は75km/h、台車は当初TR41Cであったがその後改造されTR41Dとなった。
1987年（昭和62年）4月の国鉄分割民営化時にはコタキ1254を除く7両がJR貨物に継承され、1995年（平成7年）度末時点では2両（コタキ1250・コタキ1251）が現存していたが、1997年（平成9年）2月に2両とも廃車となり同時に形式消滅となった。

### 年度別製造数
各年度による製造会社と両数は次のとおりである。（改造による編入車は改造会社。所有者は落成時の社名。）
- 昭和35年度 - 2両
  - 造機車輌 2両 日本化学工業（コタキ1250・コタキ1251）
- 昭和36年度 - 2両
  - 造機車輌 2両 日本化学工業（コタキ1252・コタキ1253）
- 昭和37年度 - 2両
  - 造機車輌 2両 日本化学工業（コタキ1254・コタキ1255）
- 昭和41年度 - 1両
  - 富士重工業 1両 伊藤忠商事（コタキ1256） コタキ6105（タキ6100形）よりの改造車
- 昭和43年度 - 1両
  - 日立製作所 1両 東洋曹達工業（コタキ1257）

## タキ1200形（初代）
タキ1200形（初代）はリン酸専用の30t 積私有貨車である。本形式は日本初のリン酸専用車である。
1945年（昭和20年）8月8日に若松車輌にて1両のみ製作された。落成日が太平洋戦争中であったため当時の資料が現存していないが、軍事関連物資の輸送に使用していたものと推定される。
所有者は三井化学工業で常備駅は大牟田駅であった。
落成より16年後の1961年（昭和36年）7月28日に廃車となり同時に形式消滅となった。